# Autores catalanes de ciència-ficció
La ciència-ficció catalana ha sigut magistralment cartografiada per A. Munné-Jordà a les seves antologies, destaquem la primera publicada, Narracions de ciència-ficció (1985); a la bibliografia les ressenyem totes amb detall.

## Introducció
En aquesta obra es fa una aproximació molt acurada al context històric català dins de l'àmbit internacional així com la gran patacada que suposarà la Guerra Civil espanyola (1936-1939) i la posterior Dictadura (1939-1975) envers l'exili de molts dels escriptors i escriptores progressistes, la seva reclusió o directament la seva desaparició.
Aquest context històric va esdevenir una situació doblement colpidora per a les dones escriptores que havien viscut els avanços de la Segona República (1931-1939) en un context polític fructífer per al drets civils de les dones gràcies a la lluita anarquista, sindicalista, socialista, catalanista, feminista, comunista on les dones havien reivindicat activament el seu lloc principal a la societat catalana al costat dels homes.

## Cronologia
Aquí fem un recull de les novel·les, relats breus i alguna obra teatral d'escriptores catalanes que es poden enquadrar en el gènere de ciència-ficció especulativa i, en alguna ocasió podem arribar a parlar, de ciència-ficció feminista.

### Ciència-ficció primitiva (1877-1939)
A mitjan segle xix la iniciativa privada aconseguí d'arrencar una modesta i tardana revolució industrial als Països Catalans, i l'expressió catalana del Romanticisme, l'anomenada Renaixença, començà a donar el seus fruits intel·lectuals. El 1912, a punt de promulgar-se les normes ortogràfiques de la llengua catalana, que significarien la represa de l'idioma, es publica Homes artificials de Frederic Pujulà i Vallès, considerada la primera novel·la catalana de ciència-ficció; el 1927, es l'any en què fou llançat el nom de ciència-ficció.
Al temps de la República, es publiquen novel·les i textos de progressos científics fins a la darreria dels anys trenta, l'època en què al món es consolidava aquest corrent literari i començaven a publicar els autors que han estat considerats els clàssics d'arreu.
| Obres destacades                 | Autora              | Ciutat    | Neix | Mor  | Temes      | Bibliografia |
| -------------------------------- | ------------------- | --------- | ---- | ---- | ---------- | ------------ |
| Els Habitants del pis 200 (1936) | Elvira Augusta Lewi | Barcelona | 1909 | 1970 | Distopia ☁︎ | CAT          |

### Ciència-ficció sota la Dictadura (1939-1975)
El trencament que va ser la guerra de 1936-1939, i la sagnant repressió de la postguerra, va escapar qualsevol possible continuïtat literària i durant anys va impedir els contactes amb el món exterior. El 1957, any de llançament del primer Sputnik, Antoni Ribera, Joan Perucho i Pere Calders prenen tornen de nou a la ciència-ficció, la fantasia científica i les narracions breus, respectivament.
| Obres destacades                                    | Autora                         | Ciutat    | Neix | Mor  | Temes                                | Bibliografia: Reedicions |
| --------------------------------------------------- | ------------------------------ | --------- | ---- | ---- | ------------------------------------ | ------------------------ |
| La ciutat dels joves (1971)                         | Aurora Bertrana i Salazar      | Girona    | 1892 | 1974 | ★ Utopia                             | CAT                      |
| Relat breu: "Àngela i els vuit mil policies" (1974) | Maria Aurèlia Capmany i Farnés | Barcelona | 1918 | 1991 | Pacifisme i Feminisme-Postcolonial ♀︎ | CAT                      |
| La finestra de gel (1974)                           | Anna Murià i Romaní            | Barcelona | 1904 | 2002 | Bio-tech § Criogènia                 | CAT                      |
| Memòries d'un futur bàrbar (1975)                   | Montserrat Julió i Nonell      | Mataró    | 1929 | 2017 | Distopia ☁︎                           | CAT                      |
| Relat breu: "La droga"                              | Roser Cardús Malagarriga       | Barcelona | 1921 | 1974 | Distopia ☁︎                           | CAT                      |

### Ciència-ficció contemporània (1976-)[15]
Després de 1976, despenalitzat el català a quasi tots els àmbits, el 1979 s'aprova l'Estatut de Catalunya; el 1982 el del País Valencià i el 1983 el de les Illes Balears. L'augment de llibres catalans publicats va ser espectacular, la consolidació i expansió del món literari, dels autors i autores, i a més a més es van començar a traduir obres de ciència-ficció internacional. El 1984, va significar el moment d'una certa desclosa pública per a la ciència-ficció catalana, apareixen les primeres obres de la literatura infantil i juvenil i de la primera col·lecció catalana especialitzada: 2001, Pleniluni ciència-ficció.
| Obres destacades | Autora                       | Ciutat                   | Neix  | Mor  | Temes                                  | Reedicions i guardons                                            |
| --- | ---------------------------- | ------------------------ | ----- | ---- | -------------------------------------- | ---------------------------------------------------------------- |
| - Complemento: un hombre. (1970) - "El jardín de alabastro" (1977) Relat curt (*) Pseudònim de Teresa García Inglés                                     | Teresa Inglés (*)            | Barcelona                | 1949  | 2009 |                                        | ES                                                               |
| - La principal del poble Moll (any 2.590) (1981) | Maria Dolors Alibés i Riera  | Vidrá                    | 1941  | 2003 | Juvenil                                | CAT                                                              |
| - Grafèmia (1982) | Margarida Aritzeta i Abad    | Valls                    | 1953  |      | Juvenil                                | CAT                                                              |
| - El turó de les forques (1983) - Embrió humà ultracongelat núm. F-77 (1984) - Pel camí de l'arbre de la vida (1985) - Francina i la providència (1995) | Rosa Fabregat i Armengol     | Cervera                  | 1933  |      | Feminisme♀︎ Bio-tech §                  | CAT                                                              |
| - P.H.1.A. Copèrnic (1984) | Montserrat Galícia i Gorritz | Cornellà de Llobregat    | 1947  |      | Juvenil ➤ Espai exterior               | CAT                                                              |
| - Essa Efa. Recull de contes intergalàctics (1985) | Maria Antònia Oliver Cabrer  | Manacor                  | 1946  |      | Col·lectiu Ofèlia Dracs                | CAT                                                              |
| - Terra non descoperta (1993) - "Melas, el zafiro de poniente" (2000)                                                                                   | Carme Abella                 | Barcelona                | 1954¿ |      | Soft CF                                | CAT ES                                                           |
| - Lior (1995) | Núria Pradas i Andreu        | Barcelona                | 1954  |      | Juvenil Distopia ☁︎                     | CAT                                                              |
| - Trilogia: Deserts Asteroidals (1997-1999) | Montserrat Canela i Garayoa  | Barcelona                | 1959  |      | Juvenil                                | CAT                                                              |
| - La mutació sentimental (2008) - Estimades màquines (2020)                                                                                             | Carme Torras                 | Barcelona                | 1956  |      | @ Tech Robótica                        | Premi Manuel de Pedrolo 2007 3 Premis Ictineu (2009, 2017, 2018) |
| - Cuentos del Archivo Hurus (1998) - La era de los clones (1998) (*) Pseudònim de Blanca Martínez Fernández                                             | Blanca Mart (*)              | Santa Coloma de Gramanet | 1945  |      | ➤ Espai exterior Bio-tech § Feminisme♀︎ | CAT ES                                                           |

## Antologies en català
- Narracions de ciència-ficció: antologia. A cura d'Antoni Munné-Jordà. Barcelona : Edicions 62, 1985. ISBN 8429723730
- Temps al temps: antologia de contes de ciència-ficció. A cura d'Antoni Munné-Jordà. Barcelona : La Magrana, 1996. ISBN 9788474104912
- Els altres mons de la literatura catalana: antologia de narrativa fantàstica i especulativa. A cura de Víctor Martínez-Gil. Barcelona: Cercle de Lectors Galaxia Gutenberg, 2004. ISBN 9788481093483
- Futurs imperfectes: antologia de la ciència-ficció. A cura d'Antoni Munné-Jordà. Barcelona: Educaula 6, 2013. ISBN 9788415192695
- Extraordinàries. Noves autores de l'insòlit. Ricard Ruiz Garzón (Editor).  Barcelona: Males Herbes, 2020, p. 302. ISBN 9788412070569.